# الیچه سوترو
الیچه سوترو (ایتالیایی: Alice Sotero؛ زادهٔ ۲۸ مهٔ ۱۹۹۱) ورزشکار پنج‌گانه مدرن اهل ایتالیا است.
وی در مسابقات کشوری و بین‌المللی در مجموع برندهٔ ۱ مدال طلا، ۱ مدال نقره شده‌است.